# Benjamin Ollivier
Pour les articles homonymes, voir Ollivier.
Pas d'image ? Cliquez ici

a Compétitions nationales et continentales officielles uniquement.

Dernière mise à jour le 17 novembre 2021.
Benjamin Ollivier est un joueur de rugby à XV français, né le 29 octobre 1980, qui évolue au poste de talonneur (1,74 m pour 95 kg).

## Clubs
- 2000-2003 : Union sportive beaurepairoise
- 2003-2009 : Union sportive Oyonnax rugby